# Edna (počítačová hra)
Edna je videohra z roku 1997. Vytvořil ji tým českých vývojářů známých jako Black Raven a vydavatelem byla společnost Signum z Roztok u Prahy. Plná verze hry vyšla roku 1999 v časopise Game Star.

## Hratelnost
Jedná se o 2D adventuru hranou jako plošinovka, inspirovaná je herní sérii Dizzy. Hráč ovládá Ednu, přičemž může sbírat předměty do inventáře, skákat, či používat kouzla. Inventář je omezený pouze na 3 předměty a hráč musí proto zvažovat, který bude potřebovat. Po stisknutí klávesy 'H' se aktivuje kotlík, do kterého může Edna dávat různé přísady, ze kterých se naučí kouzlo. K postupu také musí hráč mluvit s různými bytostmi, které Edně občas zadají úkol, či něco dají, i když proto musí hráč většinou něco udělat.

## Příběh
Hlavní postavou hry je cynická čarodějnice a sudička Edna. Jednou jí samolibý král odmítl nechat předpovědět budoucnost své dcery. Edna se proto rozhodne pomstít králi, i královně. Musí se však napřed dostat do zámku a najít spojence. To však není jednoduché, protože ne každému může Edna věřit.

## Vývoj a kompatibilita
Původně byla hra vyvíjena na systém Amiga, na který vyšla jen demoverze s názvem Witch. Plná hra (i demoverze) ale v říjnu 1997 vyšla jen na PC. Minimální požadavky hry byly PC s MS-DOS, CPU 486, 8 MB RAM a CD-ROM. Na moderních počítačích s novými Microsoft Windows se hra obvykle hraje v emulátoru DOSBox.

## Přijetí
Hodnocena byla časopisem Score 60 % a časopisem Level také 60 %.